# Coenosia polina
Coenosia polina är en tvåvingeart som beskrevs av Nikita Vikhrev 2009. Coenosia polina ingår i släktet Coenosia och familjen husflugor. Inga underarter finns listade i Catalogue of Life.